# Javier Guédez
Javier Antonio Guédez Sanchéz (* 15. října 1982) je bývalý venezuelský zápasník – judista.

## Sportovní kariéra
S judem začínal ve 12 letech v Barquisimetu ve státě Lara. Vrcholově se připravoval v univerzitním sportovním klubu UCLA pod vedením Edgarda Goméze. Ve venezuelské mužské reprezentaci se pohyboval od roku 2001 v neolympijské muší váze do 55 kg. Od roku 2005 nahradil v superlehké váze do 60 kg Reivera Alvarengu a v roce 2008 se kvalifikoval na olympijské hry v Pekingu. Po úvodní výhře v prodloužení nad Albertem Techovem z Litvy, vyřadil ve druhém kole překvapivého přemožitele Japonce Hiroaki Hiraoka Američana Taraje Williams-Murraye na ippon technikou ippon-seoi-nage. Ve čtvrtfinále ho však na tresty vybodoval Nizozemec Ruben Houkes. V opravách se do bojů o medaile nedostal. V roce 2012 se kvalifikoval na své druhé olympijské hry v Londýně, kde nestačil ve druhém kole úřadujícího dvojnásobného mistra světa Uzbeka Rishoda Sobirova. Sportovní kariéru ukončil v roce 2016 po nevydaření olympijské kvalifikaci pro start na olympijských hrách v Riu.

### Vítězství na mezinárodních turnajích
- 2010 - 1× světový pohár (Isla Margarita)
- 2011 - 1× světový pohár (Purto La Cruz)

## Výsledky
| Turnaj                  | 2001      | 2002      | 2003      | 2004            | 2005            | 2006            | 2007            | 2008            | 2009            | 2010            | 2011            | 2012            | 2013            | 2014            | 2015            | 2016            |
| Turnaj                  | 19        | 20        | 21        | 22              | 23              | 24              | 25              | 26              | 27              | 28              | 29              | 30              | 31              | 32              | 33              | 34              |
| Turnaj                  | muší váha | muší váha | muší váha | superlehká váha | superlehká váha | superlehká váha | superlehká váha | superlehká váha | superlehká váha | superlehká váha | superlehká váha | superlehká váha | superlehká váha | superlehká váha | superlehká váha | superlehká váha |
| ----------------------- | --------- | --------- | --------- | --------------- | --------------- | --------------- | --------------- | --------------- | --------------- | --------------- | --------------- | --------------- | --------------- | --------------- | --------------- | --------------- |
| Olympijské hry          |           |           |           | —               |                 |                 |                 | úč.             |                 |                 |                 | úč.             |                 |                 |                 | —               |
| Mistrovství světa       | —         |           | —         |                 | úč.             |                 | úč.             |                 | 7.              | úč.             | úč.             |                 | úč.             | úč.             | —               |                 |
| Panamerické hry         |           |           | —         |                 |                 |                 | 3.              |                 |                 |                 | 7.              |                 |                 |                 | 7.              |                 |
| Panamerické mistrovství | 2.        | 1.        | 2.        | —               | —               | 3.              | 3.              | 1.              | 1.              | úč.             | —               | 3.              | 5.              | —               | —               | úč.             |
| Jihoamerické hry        |           | —         |           |                 |                 | 2.              |                 |                 |                 | 3.              |                 |                 |                 | 3.              |                 |                 |
| Středoamerické a k. hry |           | 1.        |           |                 |                 | 1.              |                 |                 |                 | 1.              |                 |                 |                 | 5.              |                 |                 |
| Bolívarské hry          | —         |           |           |                 | 2.              |                 |                 |                 | 2.              |                 |                 |                 | 2.              |                 |                 |                 |